# Mar de Azove
(ru) Азовское море
Mar de Azov ou Mar de Azove (em russo: Азо́вское мо́ре; romaniz.: Azovskoye more; em ucraniano: Азо́вське мо́ре; romaniz.: Azovs'ke more; em tártaro da Crimeia: Azaq deñizi), conhecido na Antiguidade Clássica como lago Meótis (em grego clássico: Μαιώτις; romaniz.: Maiótis; em latim: palus Maeotis), é uma pequena região ao norte do mar Negro, ligado a ele pelo estreito de Kerch. Tem ao norte a Ucrânia, a leste a Rússia (incluindo a península de Taman) e ao oeste a península da Crimeia.
O mar tem 340 km de comprimento e 135 km de largura, com uma área de 37 555 km². Os principais rios a desaguarem no mar são o rio Don e o rio Cubã; eles garantem que as águas do mar tenham um teor salino baixo, e também transportam vastos volumes de sedimentos ao mar. O Azov é o mais raso mar da Terra, com uma profundidade máxima de 14 metros; na verdade, onde o sedimento se depositou, como no golfo de Taganrog, a profundidade média é de menos de um metro. A corrente principal no Azov é uma corrente anti-horária; as marés são variáveis, mas podem atingir 5 metros. No inverno, extensas porções do mar gelam.
No dia 25 de Novembro de 2018, a Federação Russa fechou o acesso ao Estreito de Querche para navegação, o que significa na prática fechar o Azov. Adicionalmente, a Federação Russa sequestrou navios ucranianos, o que levou a uma resposta imediata de repudio da União Europeia por meio de sua porta-voz.

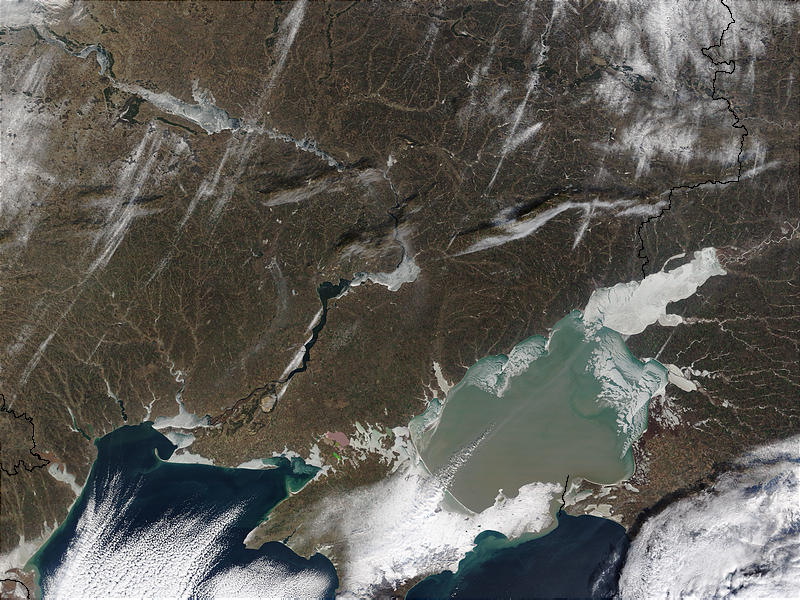
Azov no inverno

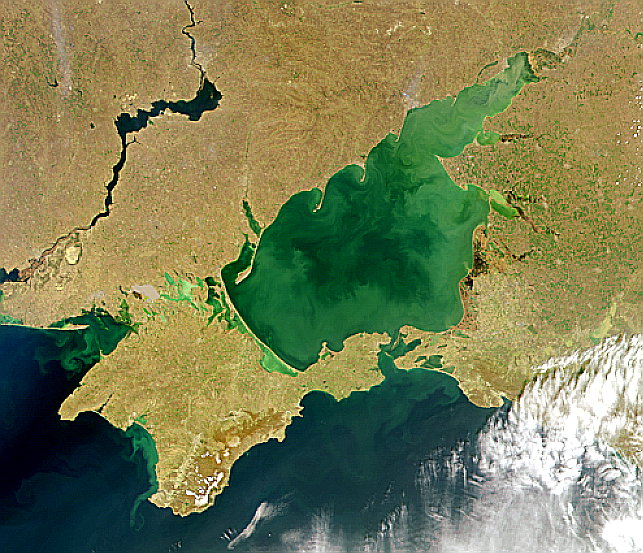
Azov ligado pelo estreito de Kerch ao mar Negro

## Portos principais
Os principais portos são Berdyansk, Mariupol, Rostov do Don, Taganrog e Yeysk. Dois canais entram no mar: o canal Volga-Don e a ligação para o mar Cáspio através do canal Manych. O mar tem um número significativo de pontos de pesca e tem sido explorado pelo gás e pelo petróleo.
Historicamente, Azov tem uma grande variedade de vida marítima, com mais de 80 espécies de peixes identificadas, assim como 300 variedades de invertebrados. A diversidade e a quantidade vêm sendo reduzidas pelo excesso de pesca e pelo excessivo nível de poluição.